# Société Côte

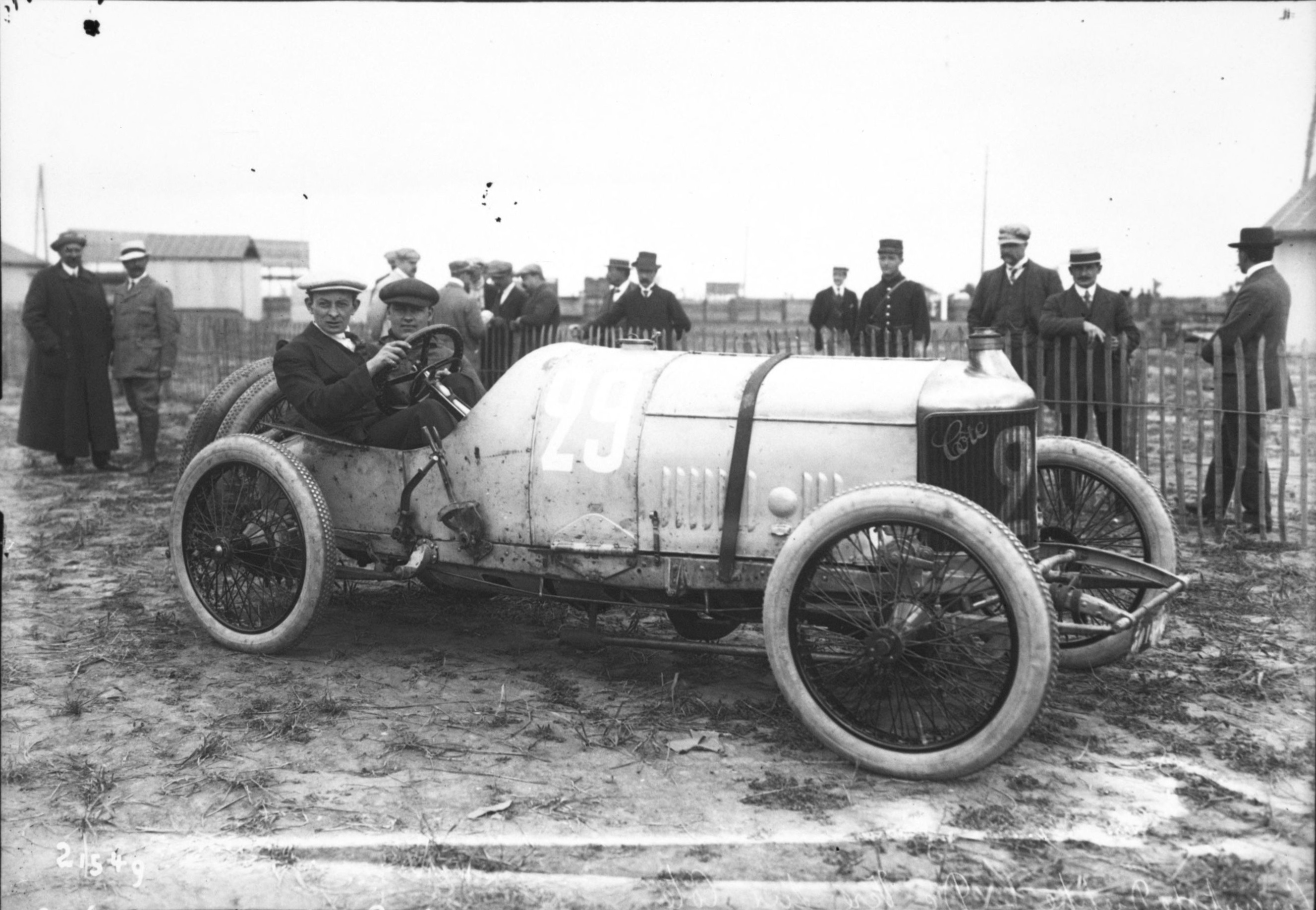
Cyril de Vère bei einem Autorennen 1912

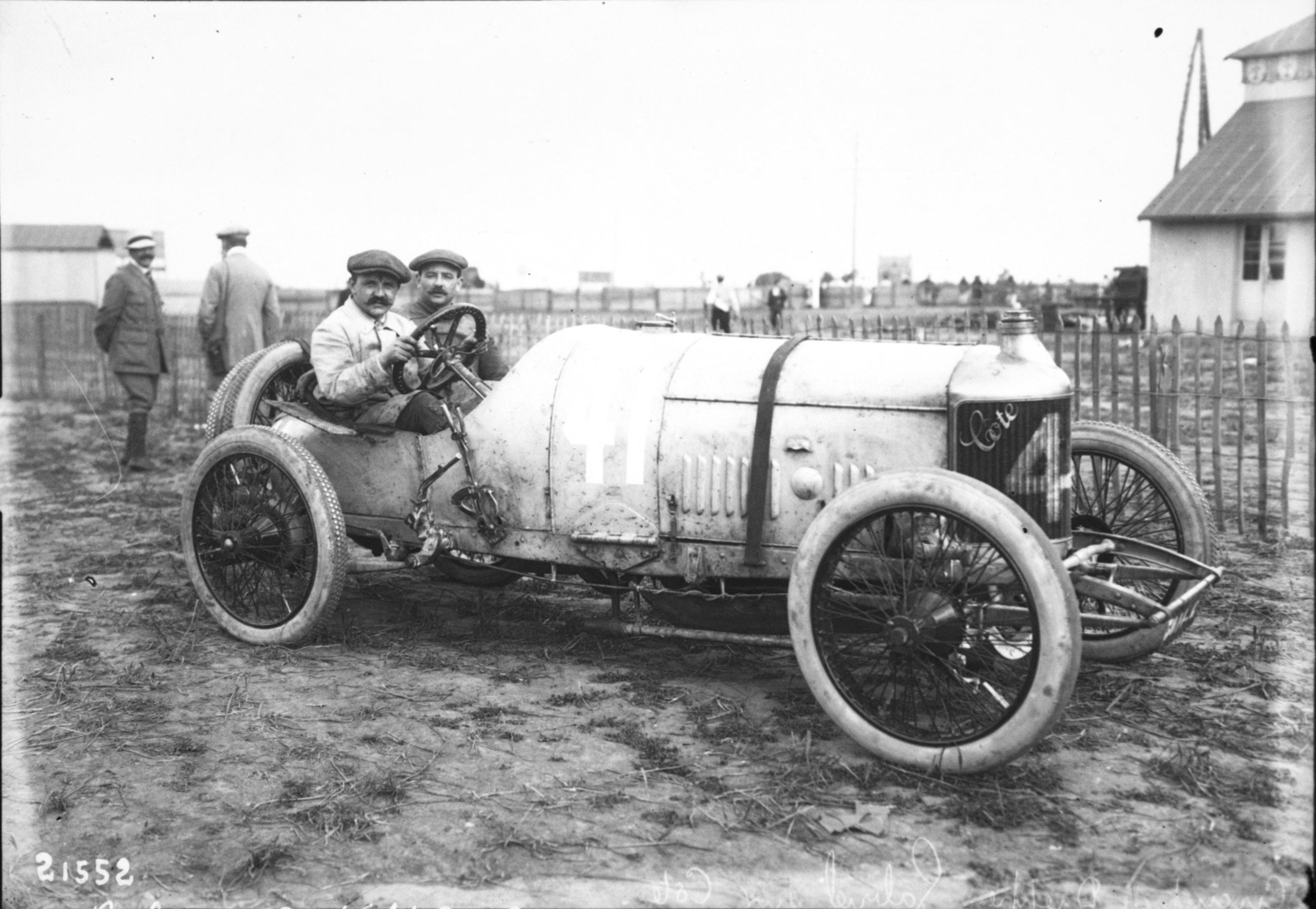
Fernand Gabriel bei einem Autorennen 1912

Die Sociéte des Automobiles et Moteurs Côte war ein französischer Hersteller von Automobilen.

## Unternehmensgeschichte
Das Unternehmen aus Saint-Dizier begann 1900 mit der Produktion von Automobilen. Der Markenname lautete Côte. Im gleichen Jahr endete die Produktion bereits wieder. Zwischen 1908 und 1913 wurden in Pantin erneut Fahrzeuge gefertigt.

## Fahrzeuge
Das Modell von 1900 war mit einem wassergekühlten Zweizylindermotor mit 3 PS Leistung im Heck ausgestattet. Die offene Karosserie bot Platz für zwei Personen.
1908 erschienen Modelle mit Zweizylinder- und Vierzylinder-Zweitaktmotoren, die auch bei Autorennen eingesetzt wurden. 1912 standen sechs Modelle vom 4 CV über den 12 CV bis zum 18 CV im Sortiment. 1913 gab es nur noch die Modelle 8/17 CV mit 1100 cm³ Hubraum und 16/28 CV mit 2100 cm³ Hubraum. Die Rennwagen von 1912 von Vère und Gabriel hatten Vierzylindermotoren mit 2986 cm³ Hubraum mit 89 mm Bohrung und 120 mm Hub. Die Bereifung hatte die Größe von 815 × 105. Es wurden lediglich diese beiden Fahrzeuge hergestellt.